# Драгутин Милошевић
Драгутин М. Милошевић (Земун, 1904 — Оснабрик, 1945) био је ваздухопловни инжењер, конструктор авиона, војни пилот и мајор по чину Југословенског краљевског војног ваздухопловства. Конструисао је авион Икарус ММ-2/МИМА-2, први авион који је у потпуности направљен у Југославији.

## Биографија
Драгутин М. Милошевић је рођен у Земуну 29. маја 1904. године. Основну школу и реалну гимназију је завршио у Београду 1922. године када уписује Електромашински факултет универзитета у Београду кога завршава 1927. године. Након свршеног факултета одлази у војску коју служи у морнарици. Још у току студија занима се за ваздухопловство и почиње да лети.
Жени се 1936. године Анком Тричковић професором француског језика и са њом има двоје деце ћерку Гордану и сина Владимира (који је попут оца такође ваздухопловни инжењер). Након изгубљеног рата 1941. године пада у заробљеништво а почетком 1942. године депортован је у заробљенички логор у Немачку. Из заробљеништва је покушао три пута да побегне али му то није пошло за руком. Умро је у логору Офлаг VI C Оснабрику 1945. године не дочекавши слободу и сахрањен на војничком гробљу у Боургштајнфјурту.